# Knölspindel
Knölspindel (Araneus angulatus) är en spindelart som beskrevs av Carl Alexander Clerck 1757. Knölspindel ingår i släktet Araneus och familjen hjulspindlar. Enligt den finländska rödlistan är arten nära hotad i Finland. Enligt den svenska rödlistan är arten nära hotad i Sverige. Arten förekommer i Götaland, Gotland, Öland och Svealand. Artens livsmiljö är torra och karga moar.

## Underarter
Arten delas in i följande underarter:
- A. a. afolius
- A. a. atricolor
- A. a. castaneus
- A. a. crucinceptus
- A. a. fuscus
- A. a. iberoi
- A. a. levifolius
- A. a. niger
- A. a. nitidifolius
- A. a. pallidus
- A. a. personatus
- A. a. serifolius